# کتی هورادو
کتی هورادو (انگلیسی: Katy Jurado; ۱۶ ژانویهٔ ۱۹۲۴ – ۵ ژوئیهٔ ۲۰۰۲) یک هنرپیشه زن اهل مکزیک بود که در دوران طلایی سینمای مکزیک وارد حرفه بازیگری شد، وی سپس به سینمای هالیوود راه پیدا کرده و در فیلم‌های وسترن دهه ۱۹۵۰ و ۱۹۶۰ به بازی پرداخت. وی بین سال‌های ۱۹۴۳ تا ۲۰۰۲ میلادی فعالیت می‌کرد.
از فیلم‌ها یا برنامه‌های تلویزیونی که وی در آن نقش داشته‌است می‌توان به فرزندان سانچز، نیمروز، باراباس، سرزمین ناهموار، میثاق با مرگ و ساکنان برهوت اشاره کرد.
هورادو برنده جوایزی همچون جایزه گلدن گلوب بهترین بازیگر نقش مکمل زن در سال ۱۹۵۲ برای فیلم نیمروز و بهترین بازیگر زن جشنواره بین‌المللی فیلم گوادالاخارا در سال ۲۰۰۳ برای فیلم یک راز زیبا شده است.